# Hereford-Rind

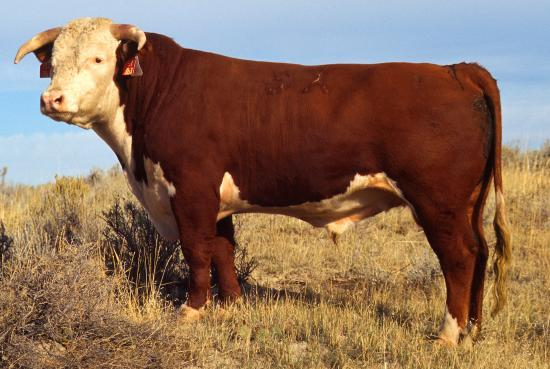
Ein Hereford-Stier

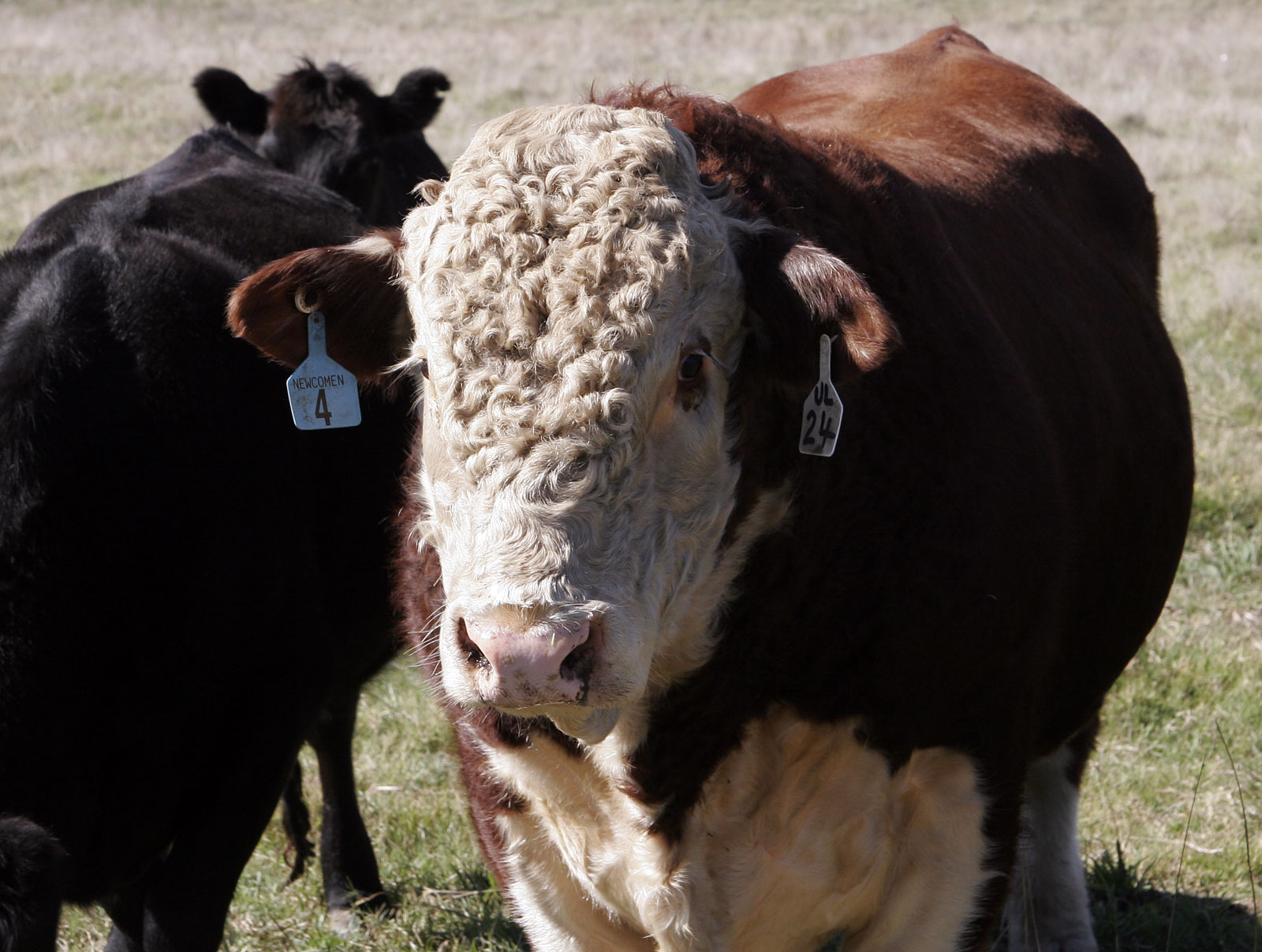
Ein genetisch hornloser (polled) Hereford Bulle

Das Hereford-Rind stammt aus Herefordshire in England, Großbritannien, wo es bereits seit dem 17. Jahrhundert gezüchtet wird. Vom ursprünglichen Arbeitsrind wurde das Hereford zum Fleischrind, weil es in der Haltung anspruchslos, anpassungsfähig und klimatolerant ist. Es ist die am weitesten verbreitete Fleischrindrasse der Welt und in Nord- und Südamerika (Argentinien, Brasilien, Uruguay), Australien, Neuseeland und Südafrika zu finden.

## Rassebeschreibung
Stammt sie ursprünglich aus dem kühlen, feuchten Britannien mit gemäßigtem Klima, kann sie auch in anderen Klimazonen erfolgreich gehalten werden. Sie sind in den gemäßigteren Breiten Australiens und Neuseelands die häufigste Fleischrinderrasse, bei den Rinderzüchtern im Südwesten der USA und in Mittel- und Ost-Argentinien erfreuen sie sich großer Beliebtheit. Im ursprünglichen Zuchtgebiet wird die Rasse vom britischen Rare Breeds Survival Trust jedoch als gefährdet eingestuft.
Als Alternative zum Enthornen wurde das genetisch hornlose Hereford-Rind gezüchtet.
Die Rasse ist für ihr Qualitätsfleisch und ihre hervorragenden Muttereigenschaften bekannt. Herefords sind sehr gutmütig, was den Umgang mit ihnen im Vergleich zu anderen Rassen ungemein erleichtert. Die Fleischqualität ist sehr gut und konkurriert mit der der aggressiveren Aberdeen Angus, einer anderen britischen Rasse, deren Fleisch für seine Marmorierung bekannt ist.
Ab den 1930er Jahren wurden unter anderem Hereford-Rinder bei der Zucht des Kasachischen Weißkopfrindes verwendet.
Der Welt-Hereford-Rat hat seine Grundlage in Großbritannien, die Generalsekretärin Jan Wills ist Neuseeländerin.
Die Kreuzung von Hereford-Rindern mit Brahman (Zebu)-Rindern wird Braford genannt.

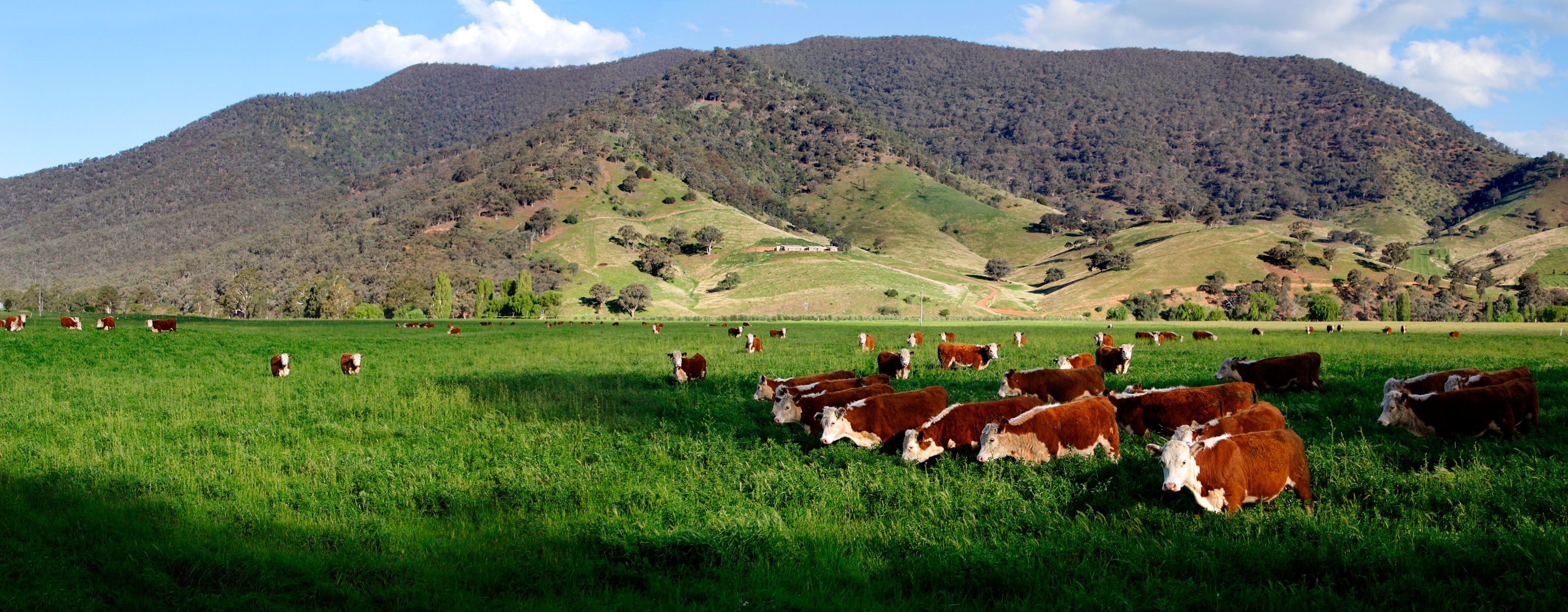
Weidende Hereford-Rinder

"Einerlei, ob in heißen oder kalten Klimaten, bei feuchtem oder trockenem Wetter, auf fetten oder mageren Weiden, sie tun stets ihr Bestes, nämlich Gras in Fleisch verwandeln. Hin und wieder bereiten ihnen bei sehr starkem Sonnenschein die unpigmentierten Augenlider Probleme. Da sie nicht wie Heino eine Sonnenbrille tragen können, leiden sie unter rosa Augen, der 'pink eye disease'."

## Gesundheit
Bei Hereford-Rindern ist das Cancer Eye genannte, okuläre Plattenepithelkarzinom verbreitet. Es tritt hauptsächlich in Ländern mit hoher Sonneneinstrahlung auf und steht in unmittelbarem Zusammenhang mit der unpigmentierten Augenpartie.